# Thom de Boer
Thom de Boer (Alkmaar, 24 dicembre 1991) è un nuotatore olandese, specializzato nello stile libero.

## Biografia
Il 3 dicembre 2020, al Rotterdam Qualification Meet 2020, si è qualificato per i Giochi olimpici di Tokyo 2021 realizzando, grazie al tempo di 21"71, il nuovo record olandese nei 50 metri stile libero.
Dal 2020 rappresenta la squadra ungherese degli Iron nell'International Swimming League.
Agli europei di Budapest 2021, disputati alla Duna Aréna nel maggio 2021, si è classificato quarto nei 50 metri stile libero, terminando dietro al finlandese Ari-Pekka Liukkonen, al britannico Benjamin Proud ed al greco Kristián Goloméev. Nella staffetta 4x100 metri stile libero si è classificato ottavo con i connazionali Nyls Korstanje, Stan Pijnenburg e Jesse Puts, realizzando il primato nazionale nella specialità con il tempo di 3'13"79.

## Palmarès
| Anno | Manifestazione          | Sede      | Evento             | Risultato | Prestazione | Note                  |
| ---- | ----------------------- | --------- | ------------------ | --------- | ----------- | --------------------- |
| 2021 | Europei                 | Budapest  | 50 m sl            | 4º        | 21"80       |                       |
| 2021 | Europei                 | Budapest  | 50 m farfalla      | 7º        | 23"51 SF    |                       |
| 2021 | Europei                 | Budapest  | 4x100 m sl         | 8º        | 3'13"79     |                       |
| 2021 | Europei in vasca corta  | Kazan'    | 4x50 m sl          | Oro       | 1'22"89     |                       |
| 2021 | Europei in vasca corta  | Kazan'    | 4x50 m misti       | Bronzo    | 1'32"16     |                       |
| 2021 | Europei in vasca corta  | Kazan'    | 4x50 m sl mista    | Oro       | 1'28"93     |                       |
| 2021 | Europei in vasca corta  | Kazan'    | 4x50 m misti mista | Oro       | 1'36"18     | Record mondiale       |
| 2021 | Mondiali in vasca corta | Abu Dhabi | 4x50 m sl          | Bronzo    | 1'23"78     |                       |
| 2021 | Mondiali in vasca corta | Abu Dhabi | 4x50 m sl mista    | Argento   | 1'28"61     |                       |
| 2021 | Mondiali in vasca corta | Abu Dhabi | 4x50 m misti mista | Oro       | 1'36"20     | Record dei campionati |
| 2022 | Mondiali in vasca corta | Melbourne | 4x50 m sl          | Bronzo    | 1'23"75     |                       |
| 2022 | Mondiali in vasca corta | Melbourne | 4x50 m sl mista    | Bronzo    | 1'28"53     |                       |
| 2023 | Europei in vasca corta  | Otopeni   | 4x50 m misti       | Bronzo    | 1'33"03     | [ 3 ]                 |

## Primati personali
I suoi primati personali in vasca da 50 metri sono:
- 50 m stile libero: 21"58 (2021)
- 50 m delfino: 23"19 (2021)

I suoi primati personali in vasca da 25 metri sono:
- 50 m stile libero: 20"84 (2021)